# 하파에우 쇼어 우치히

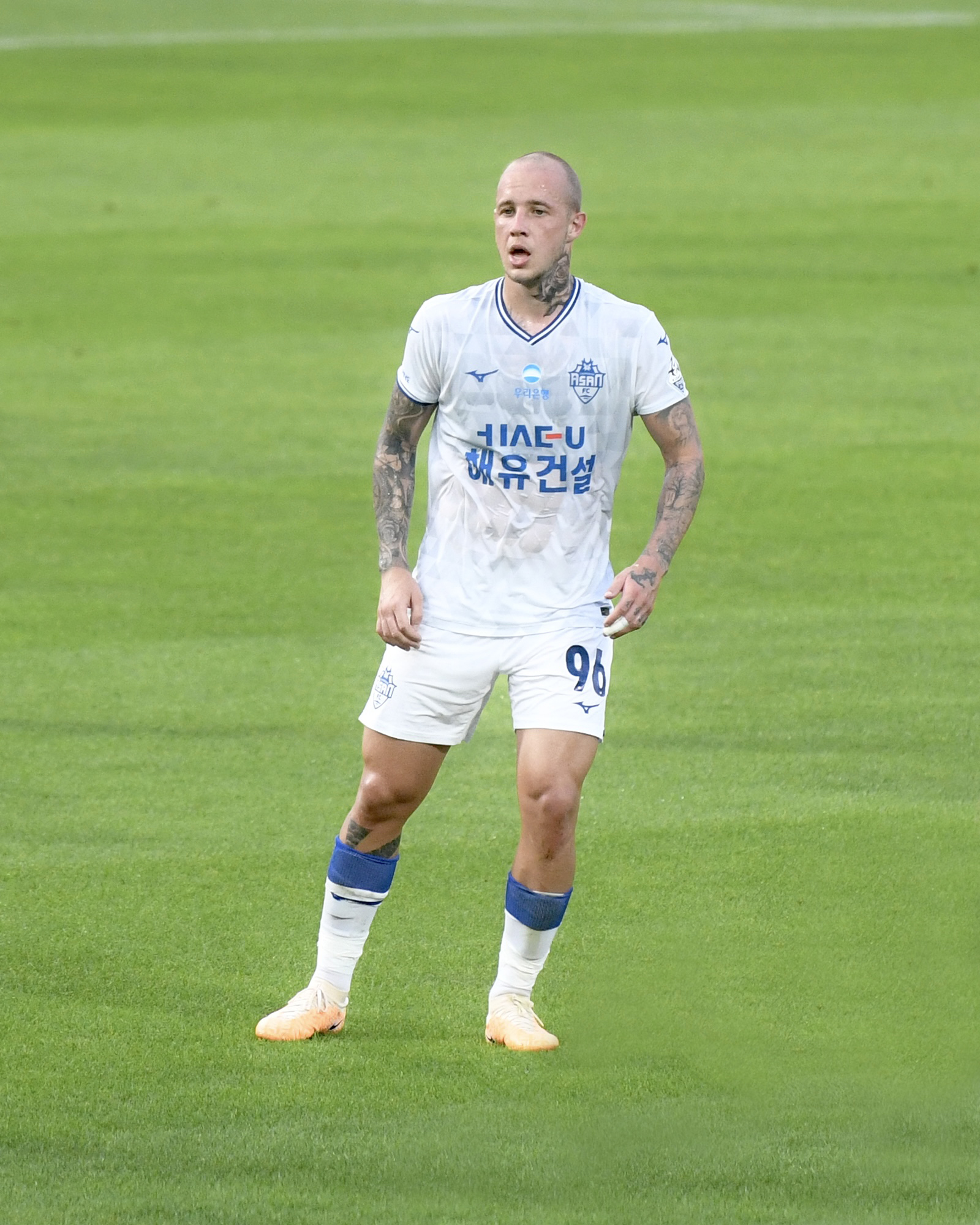

하파에우 쇼어 유치히(포르투갈어: Raphael Schorr Utzig, 1996년 8월 8일~)는 브라질의 축구 선수이다.

## 참고 문헌
- “하파에우 쇼어 유치히”. 《충남 아산 FC》. 충남아산프로축구단.